# Сен-Ксандр
Сен-Ксандр (фр. Saint-Xandre) — коммуна во Франции, находится в регионе Пуату — Шаранта. Департамент коммуны — Шаранта Приморская. Входит в состав кантона Ла-Рошель 5-й кантон. Округ коммуны — Ла-Рошель.
Код INSEE коммуны — 17414.

## Население
Население коммуны на 2010 год составляло 4488 человек.
| 1962 | 1968 | 1975 | 1982 | 1990 | 1999 | 2010 |
| ---- | ---- | ---- | ---- | ---- | ---- | ---- |
| 1285 | 1413 | 2135 | 2987 | 3279 | 4120 | 4488 |